# Theodosiovská dynastie
Theodosiovská dynastie byla pozdně antická císařská dynastie vládnoucí římské říši zhruba od konce 4. století do poloviny 5. století.
Její zakladatel Theodosius I. se narodil v Hispánii a byl synem generála jezdectva Flavia Theodosia. Gratianus ho jako osvědčeného vojáka ustavil v roce 379 svým spolucísařem a přidělil mu do správy východní část impéria. Theodosius měl za manželku Aelii Flaccillu, která mu porodila syny a nástupce Arcadia a Honoria. Později se oženil s Gallou, dcerou Valentiniana I., s níž zplodil dceru Gallu Placidii. Svatbou Theodosia a Gally se theodosiovský rod spojil s dříve panující valentiniánskou dynastií. Pro oba tyto rody se proto někdy užívá společné označení valentiniánsko-theodosiovská dynastie. Theodosius se jako jeden z posledních římských císařů domohl vlády nad celou říší, avšak krátce nato v roce 395 zemřel.
Smrtí Theodosia I. došlo k faktickému rozdělení římské říše, když jeho starší syn Arcadius panoval na Východě a mladší Honorius na Západě. Arcadius měl za manželku Aelii Eudoxii, dceru germánského velitele Bautona. Po Arcadiově smrti přešla vláda na Východě na jeho syna Theodosia II., podléhajícího silnému vlivu své bigotní sestry Pulcherie. Z něho se Theodosius II. částečně vymanil svatbou s dcerou pohanského filozofa jménem Athenais, jež přijala jméno Aelia Eudocia. Ta přivedla na svět Theodosiovu dceru Licinii Eudoxii a jeho syna Arcadia, jenž v brzkém věku skonal. Poté, co Theodosius II. v roce 450 podlehl následkům pádu s koně, jeho sestra Pulcherie pozvedla k vládě vojenského důstojníka Marciana, za něhož se provdala pod příslibem, že bude zachovávat její panenství.
Na Západě si mladší syn Theodosia I., Honorius, jen stěží udržel trůn, když musel čelit celé řadě uzurpátorů. Svému generálovi Constantiovi dovolil, aby se oženil s jeho sestrou Gallou Placidií, a posléze ho učinil svým spolucísařem. Constantius III. ale vzápětí zemřel a po dvou letech stihl stejný osud i bezdětného Honoria. Po několika měsících politického vakua si vysoký státní úředník Joannes uzurpoval vládu nad Západem pro sebe. Východní císař Theodosius II. ho záhy poté, roku 425, sesadil a novým západním císařem ustavil svého bratrance Valentiniana III., syna Constantia III. a Gally Placidie. Pouto mezi Západem a Východem dále posílila svatba Valentiniana III. a Theodosiovy dcery Licinie Eudoxie. Z tohoto svazku vzešly dcery Eudokie a Placidie. Valentinianova sestra Justa Grata Honoria se obrátila na Attilu se žádostí o pomoc, čehož hunský král využil k neúspěšnému vpádu na Západ. Po Valentinianově zavraždění a vyplenění Říma v roce 455 Vandalové odvlekli obě jeho dcery a vdovu do zajetí v severní Africe.
Po několika letech Vandalové propustili Placidii a její matku, jež se odebraly do Konstantinopole. Eudokie zůstala v Africe, kde se provdala za pozdějšího vandalského krále Hunericha, s nímž měla syna Hildericha. Placidiiným manželem se stal senátor Anicius Olybrius, krátce vládnoucí na Západě. Jejich dcera Anicia Juliana náležela na počátku 6. století mezi nejpřednější a nejurozenější členy aristokracie v Konstantinopoli.

## Císařové
- (Flavius)Theodosius I.,zv.Veliký (379–395)

Východ
- (Flavius) Arcadius (Augustus) (395–408)
- (Flavius) Theodosius II. (408–450)
- Marcianus (450–457)

Západ
- (Flavius) Honorius (395–423)
- (Flavius) Constantius III. (421)
- (Flavius Placidius) Valentinianus III. (425–455)